# Tâm lý học đạo đức
Tâm lý học đạo đức là một lĩnh vực nghiên cứu của cả triết học và tâm lý học. Theo lịch sử, thuật ngữ này được dùng với nghĩa tương đối hẹp nhắc đến nghiên cứu về sự phát triển đạo đức.
Tâm lý học đạo đức cuối cùng cũng đề cập rộng hơn đến một vài chủ đề tại phần giao của đạo đức học, tâm lý học và triết học tinh thần.
Một vài chủ đề chính của lĩnh vực là phán đoán đạo đức, lý luận đạo đức, nhạy cảm đạo đức, trách nhiệm đạo đức, động lực đạo đức, định danh đạo đức, hành động đạo đức, phát triển đạo đức, đa dạng đạo đức, tính cách đạo đức (đặc biệt liên quan đến đức hạnh luận), chủ nghĩa vị tha, tâm lý vị kỷ, may mắn đạo đức, dự báo đạo đức, cảm xúc đạo đức, dự báo ảnh hưởng, và bất đồng thuận đạo đức.